# Sinistra Nazionalista Canaria
Sinistra Nazionalista Canaria (Izquierda Nacionalista Canaria, conosciuto anche con l'acronimo di INC) è stato un partito politico canario nato dalla Confederación Autónoma Nacionalista Canaria (CANC), una scissione del vecchio partito Unión del Pueblo Canario (UPC). 
Nelle elezioni del parlamento delle canarie del 1987 si presentò in coalizione con Asamblea Canaria ottenendo 46.229 voti (6,96%) e due rappresentanti. Posteriormente, entrambi i partiti si unirono formando Asamblea Canaria Nacionalista.